# Joseph Louis Kissi
Joseph Louis Kissi (* 26. Dezember 1992) ist ein ivorischer Fußballspieler.

## Karriere
Joseph Louis Kissi stand bis Ende 2020 beim Thonburi United FC unter Vertrag. Wo er vorher gespielt hat, ist unbekannt. Der Verein aus der thailändischen Hauptstadt Bangkok spielte in der dritten Liga, der Thai League 3. Hier trat der Verein in der Bangkok Metropolitan Region an. Anfang 2021 wechselte er zum Samut Sakhon FC. Mit dem Verein spielte er in der zweiten thailändischen Liga, der Thai League 2. Sein Zweitligadebüt für Samut gab er am 3. Februar 2021 im Heimspiel gegen den Kasetsart FC. Hier stand er in der Startelf und spielte die kompletten 90 Minuten. Für Samut Sakhon absolvierte er fünf Zweitligaspiele. Am Ende der Saison musste er mit Samut in die dritte Liga absteigen. Nach dem Abstieg verließ er Samut Sakhon. In Bangkok unterschrieb er zur Beginn der Saison 2021/22 einen Vertrag bei seinem ehemaligen Verein Thonburi United FC. Nach einem Jahr wechselte er im Sommer 2022 zum Drittligisten Hua Hin City FC. Der Verein aus Hua Hin spielte in der Western Region der Liga. Hier kam er jedoch nicht zum Einsatz. Nach der Hinrunde wurde sein Vertrag im Dezember 2022 aufgelöst. Bis Sommer 2023 war er vertrags- und vereinslos. Ende Juli 2023 unterschrieb er in Bangkok einen Vertrag beim Drittligisten Nonthaburi United S.Boonmeerit FC. Mit dem Hauptstadtverein spielte er 24-mal in der Bangkok Metropolitan Region der Liga. Im Sommer 2024 wechselte er in die Eastern Region. Hier schloss er sich im Seebad Pattaya dem BFB Pattaya City an. Nach elf Spielen wurde sein Vertrag im Dezember 2024 nicht verlängert.